# Zach McAllister
Zachary Taylor McAllister (né le 8 décembre 1987 à Chillicothe, Illinois, États-Unis) est un lanceur droitier des Ligues majeures de baseball jouant avec les Cardinals de Saint-Louis.

## Carrière
Zach McAllister est un choix de troisième ronde des Yankees de New York en 2006. Alors qu'il évolue en ligues mineures, il est échangé aux Indians de Cleveland pour compléter la transaction, conclue peu avant, qui avait envoyée le voltigeur Austin Kearns à New York.
McAllister fait ses débuts dans les majeures le 7 juillet 2011 avec Cleveland, dont il est le lanceur partant face aux Blue Jays de Toronto. Il n'effectue que quatre départs pour les Indians en 2011, encaissant la défaite à sa seule décision.